# Cha Sang-kwang
Cha Sang-Kwang (차상광?, 車相光?; 21 maggio 1963) è un ex calciatore sudcoreano, di ruolo portiere.